# DSK (Fahrzeugmarke)
DSK war eine japanische Fahrzeugmarke. Sie existierte nach Angaben des Autors Erwin Tragatsch von 1954 bis 1962. Hersteller war das Unternehmen Daito Seiki in Tokio. 1957 brannte die Fabrik ab, was einen deutlichen Einschnitt bedeutete.

## Beschreibung
Im Angebot standen überwiegend Motorräder. Ein Modell hatte einen Zweizylinder-Boxermotor mit OHV-Ventilsteuerung und 497 cm³ Hubraum. Es wird als Kopie eines BMW-Motorrads bezeichnet. Daneben gab es Modelle mit Zweitaktmotoren mit 147 cm³ Hubraum und größer.
Zwischen 1955 und 1957 wurden auch dreirädrige Personenkraftwagen mit dem Namen Sidecar angeboten. Sie hatten an der linken Fahrzeugseite zwei Räder und auf dem Trittbrett den unverkleideten Motor. Rechts befand sich nur ein Rad, das etwas weiter vorne angeordnet war als das linke Hinterrad. Der Innenraum bot zwei Personen nebeneinander Platz. Es gab auch eine Ausführung mit zwei Sitzreihen für insgesamt vier Personen. Auf beiden Fahrzeugseiten gab es kleine Türen, deren Ausmaße links durch den Motor und rechts durch das Rad eingeschränkt waren. Das Lenkrad war links im Innenraum angeordnet, was das Ein- und Aussteigen für den Fahrer über den (nach Benutzung heißen) Motor schwierig machte. Das Fahrzeug war als Konkurrenz zum Motorradgespann gedacht. Der Markterfolg blieb gering. Geschätzt entstanden etwa fünf Fahrzeuge.